# Vau de Bouche
Le Vau de Bouche est une petite rivière française qui coule dans le département de l'Yonne. C'est un affluent de la Cure en rive droite, donc un sous-affluent de la Seine par la Cure et l'Yonne.

## Géographie
Le Vau de Bouche prend naissance sur le territoire de la commune de Sauvigny-le-Bois.. Il se dirige d'abord vers le nord, puis, arrivé au niveau de la localité de Provency, il effectue un coude à 90° vers l'ouest, direction qu'il maintient globalement tout au long du reste de son parcours de 21,2 kilomètres. Il se jette dans la Cure (rive droite) à Voutenay-sur-Cure, à cinq kilomètres en amont d'Arcy-sur-Cure.

## Communes traversées
Le Vau de Bouche traverse ou longe les communes suivantes, d'amont en aval :
- Sauvigny-le-Bois, Provency, Étaule, Lucy-le-Bois, Annay-la-Côte, Girolles, Précy-le-Sec et Voutenay-sur-Cure, toutes situées dans le département de l'Yonne.

## Hydrologie
Le Vau de Bouche est une rivière très irrégulière, à l'instar de bien des cours d'eau tributaires de l'Yonne. Son débit a été observé durant une période de 12 ans (1983-1994), à Lucy-le-Bois, localité du département de l'Yonne située à environ 12 km en amont de son confluent avec la Cure. La surface ainsi étudiée est de 32 km2.
Le module de la rivière à Lucy-le-Bois est de 0,217 m3/s.
Le Vau de Bouche présente des fluctuations saisonnières de débit fort marquées, comme très souvent dans l'est du bassin parisien. Les hautes eaux se déroulent en hiver et au début du printemps et se caractérisent par des débits mensuels moyens allant de 0,288 à 0,484 m3/s, de décembre à avril inclus (avec deux maxima, en janvier et en avril). À partir du mois de mai, le débit baisse rapidement jusqu'aux basses eaux d'été-automne qui ont lieu de juillet à octobre inclus, entraînant une baisse du débit mensuel moyen jusqu'à 0,014 m3/s au mois d'août (14 litres). Mais ces moyennes mensuelles cachent des fluctuations bien plus prononcées sur de courtes périodes ou selon les années.
Aux étiages, le VCN3 peut chuter jusque 0,0 m3/s, en cas de période quinquennale sèche, ce qui est très sévère, le cours d'eau tombant alors complètement à sec.
Les crues peuvent être assez importantes, compte tenu de la petitesse du bassin versant. Les QIX 2 et QIX 5 valent respectivement 6,1 et 9 m3/s. Le QIX 10 est de 11 m3/s, le QIX 20 de 13 m3/s, tandis que le QIX 50 n'a pas pu être calculé, faute d'une durée d'observation suffisante pour le faire valablement.
Le débit instantané maximal enregistré à Lucy-le-Bois a été de 9,78 m3/s le 9 mai 1988, tandis que la valeur journalière maximale était de 4,83 m3/s le 18 mai 1985.
Le Vau de Bouche est une rivière relativement peu abondante dans le contexte du bassin de l'Yonne. La lame d'eau écoulée dans son bassin versant est de 216 millimètres annuellement, ce qui est nettement inférieur à la moyenne d'ensemble de la France (320 millimètres), et aussi à la moyenne du bassin de la Seine (plus ou moins 240 millimètres) et de l'Yonne (274 millimètres). Le débit spécifique (ou Qsp) atteint le chiffre fort moyen de 6,8 litres par seconde et par kilomètre carré de bassin.

## Affluents
Le Ru de Vau de Bouche a trois affluents référencés :
- Le ru de Bouillot, 3,2 km sur les trois communes d'Athie, Provency et Sauvigny-le-Bois.
- Le ru du Chardonnet, 1,5 km sur les deux communes de Provency et Sauvigny-le-Bois.
- Le ru des Epinettes, 2,9 km sur les cinq communes de Lucy-le-Bois, Provency, Sainte-Colombe, Thory, et Annay-la-Côte.

## Curiosités - Tourisme
Les grottes du Vau de Bouche
Sur ses 10 derniers km, entre Lucy-le-Bois à l'est et Voutenay-sur-Cure, le Vau de Bouche s'enfonce dans une vallée qu'il a profondément entaillée ; à mi-parcours de cette distance les falaises qui l'enserrent culminent à environ 100 m au-dessus de son lit, pour 800 à 1 000 m de distance entre les sommets. Sur ces 10 km, son altitude baisse de 220 m à 130 m,.
Sur cette section de son parcours, qui couvre les communes d’Annay-la-Côte, Girolles, Précy-le-Sec et Voutenay-sur-Cure, le Vau de Bouche a creusé de nombreuses grottes souvent cachées hors des sentiers et dont certaines restent encore à découvrir. Les grottes connues sont :
- Le Grand Souterrain : longueur 140 m, dénivellation 10 m, découverte au XIXe s. et en 1966.
- La Grande Fontaine : longueur 78m, dénivellation -8 m, découverte en 2004.
- La Roche aux Lierres : longueur 69 m, découverte au XIXe s.
- Le Larron : longueur 46 m, dénivellation 8 m, découverte au XIXe s.
- Le Garde Blanc : longueur 46 m, dénivellation 8 m, découverte en 1983.
- Le Petit Souterrain : longueur 22 m, découverte au XIXe s.
- La Chaume Cadet : longueur 20 m, découverte en 1950 ?
- Le Cœur de Pierre : longueur 20 m, découverte en 2006.
- Le Champ du feu : longueur 18 m, découverte au XIXe s.
- Les Blaireaux : longueur 18 m, découverte en 1983.
- La Roche à la Grange : longueur 17 m, découverte au XIXe s.
- Les Cocons : longueur 15m -8 m, découverte en 1983.
- Le Chasseur : longueur 10 m -4 m, découverte en 1983.
- La Baume du Nid : longueur 7 m, découverte en 1983.
- Le Soleil de Chandron 7 m, découverte en 1983.
- Le Crâne.

La confluence du Vau de Bouche avec la Cure à Voutenay est à seulement 2,5 km en amont des grottes de Saint-Moré et à 4,3 km  (également en amont) des grottes d'Arcy-sur-Cure.